# Економіка Індії

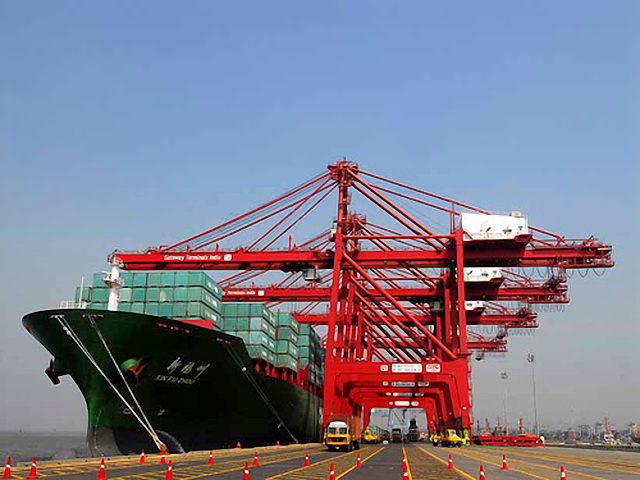
За даними CIA Factbook (2007), Індія є чистим імпортером. Загальний обсяг імпорту склав 224 млрд $ США і експорт 140 млрд $ США. На фотографії: вантаж контейнеровоза вивантажується у Порті Джавахарлала Неру в Наві Мумбаї

Мапа національної мережі шосейних доріг NHAI в Індії

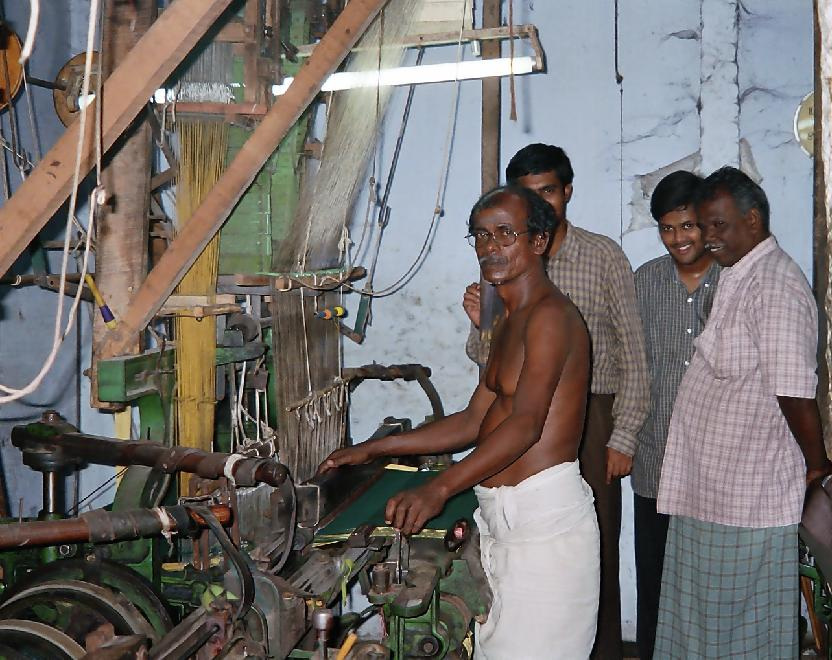
Ремісники біля ткацького верстату у місті Еттаяпурам

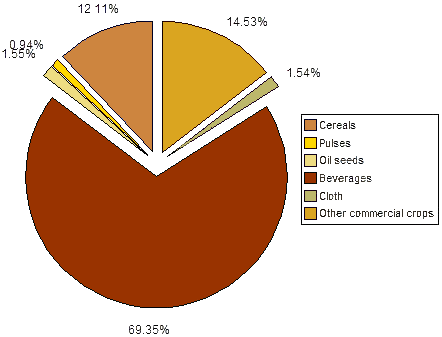
Склад загального обсягу виробництва продовольчого зерна і технічних культур в Індії (млн тонн) в 2003-04 роках

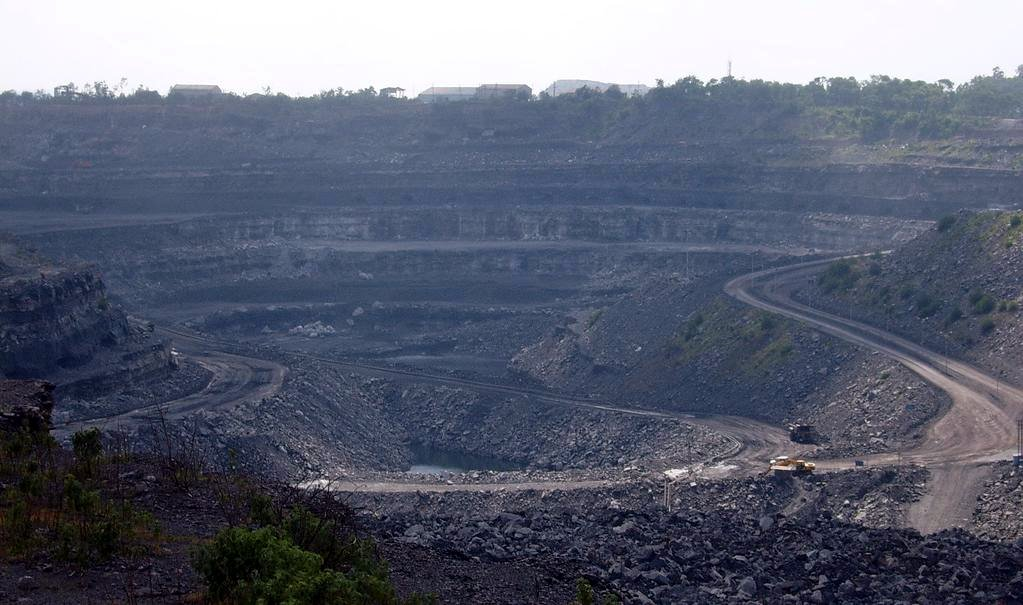
Вугільний кар'єр

Індія — аграрно-індустріальна країна. Структура ВВП в кінці XX ст. (%):
- гірничодобувна промисловість — 2,1;
- обробна пром-сть — 15,2;
- сільське господарство — 32;
- енергетика — 1,6;
- будівництво — 4,2;
- торгівля — 13,6;
- транспорт і зв'язок — 5,2;
- інші — 26,1.

Державний сектор займає монопольне положення на транспорті, зв'язку, в оборонній і ядерній промисловості, трансп. машинобудуванні, видобутку нафти, золота, виробництві добрив, банківській справі, страхуванні та імпорті. Транспорт: залізничний, автомобільний, річковий, морський, повітряний. Індія — одна з найбільших залізничних країн світу: протяжність її доріг понад 62 тис. км.
Майже 90 % морського вантажообігу переробляється вісьмома головними портами. Найбільший серед них — Бомбей. Північній-схід обслуговує Калькутта. Найважливіші порти Південної Індії — Вашакхапатнам, Мадрас, Кочин. У Гуджарапі створений великий порт Кандла. Розвинутий повітряний транспорт, як на міжнародних, так і на внутрішніх лініях. Мумбаї, Делі, Колката — найбільші міжнародні аеропорти Індії.

## Історія
За роки незалежного розвитку (з 1947 р.) Індія проробила шлях від відсталої аграрної країни (1951 року 11 млн людей було зайнято в дрібному доморобному виробництві, тимчасом як у фабричній промисловості — лише 3 млн) до сучасної аграрно-індустріальної, з розвиненими промисловістю, торгівлею і товарно-грошовими відносинами. Економіку Індії відрізняють надлишок і дешевизна робочої сили і висока культура праці. Індія — космічна і ядерна держава. За рівнем ВВП Індія входить у шістку найбільших економічних держав світу. Економіка — змішаного типу. У 1990-х роках частка державного сектора в загальному обсязі інвестицій становила понад 40 %. Іноземні інвестиції в 1996 перевищили 2 млрд дол., що становило приблизно 10 % всіх інвестицій. Державна економічна політика спрямована на найшвидшу макроекономічну стабілізацію (за рахунок зниження зовнішньої заборгованості і урізування бюджетного дефіциту), інтеграцію Індії в світову торгівлю, залучення іноземних капіталовкладень і зняття обмежень на приватну підприємницьку діяльність.
У 1996-97 фінансовому році валовий внутрішній продукт (ВВП), обчислений як сукупна вартість ринкових товарів і послуг, становив 295 млрд дол. з урахуванням паритету купівельної здатності валют це приблизно еквівалентно 1538 млрд дол. (що ставить Індію на 5-е місце у світі), а з розрахунку на душу населення 1600 дол. Це сильно відрізняється від оцінок The Heritage Foundation, що обумовлено різними методиками підрахунків ВВП. У той же час прибутки нижче за рівень бідності мають, згідно з офіційною оцінкою, бл. 35 % населення, а на думку окремих вчених і фахівців міжнародних дослідницьких центрів — бл. 50 %.
У період 1960—1990 ВВП зростав щорічно менш ніж на 4 % (в Пакистані на 5 %, в Індонезії — на 6 %, в Таїланді — на 7 %, на Тайвані — на 6 % і в Республіці Корея — на 9 %). Лідери початкового періоду незалежного розвитку країни орієнтувалися на соціалістичну модель економіки. Очікувалося, що вивести країну на більш високий економічний рівень буде легше за допомогою державного регулювання, а не вільного ринку. Більшість виробничих потужностей у всіх секторах народного господарства залишалася в приватних руках, але ключові галузі промисловості були взяті під контроль уряду, для чого створювалися державні корпорації. Приватні зарубіжні капіталовкладення і імпорт заборонялися або жорстко регулювалися з метою збереження економічної самостійності країни. У кінці 1980-х років був відновлений ряд ринкових механізмів, зняті обмеження на іноземні інвестиції. З початку 1990-х років ВВП збільшується більш ніж на 5 % в рік (в 1994—1997 на 7,8 % щорічно). У 1998—1999 темпи зростання знизилися до 6 % через політичну нестабільність, дефіцит інвестицій в інфраструктуру (що стримує експорт і ефективність виробництва) і економічні санкції, накладені США після ядерних випробувань в травні 1998.
На межі ХХ-XXI ст. темп приросту ВВП знижувався: 2000 — 6,1; 2001 — 5,4 %; 2002 — 4 % (оцінка). При цьому у індустрії приріст ВВП у 2001 р склав тільки 2,5 %. Причини — загальносвітові процеси спаду виробництва, зменшення інвестицій у промисловість, напруженість на Індо-Пакистанському кордоні.
У 1998 чисельність працюючих в Індії становила 306 млн чол., з них в сільському господарстві зайняті 67 %, в промисловості і торгівлі 19 %, сфері послуг і державному апараті 8 %, на транспорті і в зв'язку 3 %.
ТЕС виробляють бл. 75 % електроенергії, яка споживається країною. Найбільші ТЕС Індії знаходяться в: Синграулі, Корбі, Рамагундамі, Рмханді, Фараккі. Атомні електростанції — в Тарапурі, Коті, Калпаккамі, Нарорі, Какрапарі.
2001 року ВВП склав $ 435 млрд. Темп зростання ВВП — 6,1 %. ВВП на душу населення — $ 444. Прямі закордонні інвестиції — $ 1,9 млрд Основні галузі промисловості: текстильна, хімічна, харчова, металургійна, транспортне обладнання, цементна, гірнича, нафтова, машинобудівна. Імпорт — $ 71,5 млрд (г.ч. США — 9,5 %; Бельгія — 6,8 %, Японія — 6,4 %, Саудівська Аравія — 6,2 %, Німеччина та Велика Британія — по 5,8 %). Експорт — $ 47 млрд (г.ч. США — 20 %; Німеччина — 5,7 %, Велика Британія — 5,6 %, Японія — 5,2 %, Гонконг — 4,6 %).
2020 року економіка Індії суттєво постраждала від кризи, викликаної пандемією COVID-19 і карантином, ВВП країни за перші 6 місяців 2020 року впав на 23 %. При цьому, економіку країни вважали такою, що росте високими темпами. Так, лише в серпні 2020-го інвестиції в індійську економіку склали 6 млрд $.

## Промисловість
Специфіка індійської промисловості в тому, що тут є і великі сучасні підприємства і примітивні промисли. Індія — провідний світовий виробник арахісу і чаю, другий великий виробник рису і цукру. Країна намагається збільшити видобуток вугілля, нафти, природного газу, виробництво електроенергії. Розвинута важка індустрія, нафтопереробна промисловість і промисловість мінеральних добрив. За виробництвом сталі Індія займає одне з перших місць у світі. Великі заводи чорної металургії розташовані в Бхілаї, Бокаро (Біхар), Роуркеле (Орісса), Дургапуре (Західна Бенгалія). Зростає виробництво алюмінію. Майже 75 % промислової продукції країни дають два регіони: Мумбаї — Ахмадабад — Пуна і Калькутта — Джамшедпур — Асансол. Ще один важливий індустріальний ареал Бангалор — Майсур — Коямпуттур в піднесеній частині Південної Індії.
Загалом в обробних галузях створюється бл. 20 % ВНП країни і зайнято приблизно 17 млн чол. Лідирує штат Махараштра, частка якого в промисловій продукції Індії досягає приблизно 20 %; на Західну Бенгалію і Тамілнад припадає по 10 % і на Мадхья-Прадеш і Гуджарат — по 7 %. Індустріалізація Індії припала в основному на період після завоювання незалежності. Від колоніального минулого були успадковані джутова, бавовняна і шерстяна промисловість, частково виплавка чорних металів. За перші 30 років республіка досягла безперечних успіхів в розвитку ряду базових галузей важкої індустрії і випуску споживчих товарів. З 1950—1951 по 1997 виплавка сталі зросла з 1,5 млн до 21,4 млн т, алюмінію — з 4 тис. до 540 тис. т, міді — з 7,1 тис. до більше ніж 50 тис. т. Було організовано виробництво верстатів, дизельних двигунів, рухомого залізничного складу, легкових і вантажних автомашин, автобусів, велосипедів, електромоторів, вентиляторів, освітлювальних приладів, радіоприймачів і таких хімічних товарів, як мінеральні добрива, сірчана кислота, кальцинована і каустична сода, а також папір і цемент. Розвиток промисловості і її диверсифікація позначилися на структурі експорту. У кінці XX ст. в експорті зросла частка таких товарів, як транспортне обладнання, ліки, взуття.
На початку 2024 року, за повідомленням Bloomberg, уряд Індії схвалив план інвестицій в розмірі $15,2 млрд у виробництво напівпровідників. Вартість заводу Tata Group становитиме $11 млрд, і він зможе виробляти 50 тис. кремнієвих пластин на місяць. Уряд також схвалив побудову ще одного заводу мікросхем вартістю понад $3 млрд, а також спільного підприємства з японською компанією Renesas Electronics та індійською CG Power and Industrial Solutions для пакування мікросхем.

## Аграрний сектор
У 1990-і роки відбувалося щорічне нарощування виробництва в аграрному секторі економіки (в 1997/98 — на 7,6 %). У середині 1990-х років валова посівна площа в країні становила 166 млн га, з них 60 % були відведені під зернові, менш ніж по 15 % — під зернобобові і олійні культури, на інших землях вирощувалися технічні культури, переважно волокниста і цукрова тростина. Серед зернових особливе місце займає рис. Вирощують також пшеницю, просяні культури, кукурудзу, ячмінь, арахіс, кунжут та ріпак, бавовник, тютюн. У 1997/98 валовий збір продовольчих зернових культур становив 192,4 млн т, а в 1998/99 — 203 млн т. У тваринництві створюється приблизно шоста частина всієї аграрної продукції (по вартості).

## ВВП
Індія залишається однією з найбільш зростаючих економік світу, з переліку країн які відносяться до "країни що розвиваються". За даними експертів зростання ВВП Індії сповільниться до 7,7 відсотка у 2022–2023 роках із більш ніж 9 відсотків у 2021 році.

## Азартні ігри
Азартні ігри в Індії суворо обмежені, за винятком окремих категорій, що включають лотереї та перегони. У XXI столітті популярності набирають нелегальні ставки. Критики азартних ігор стверджують, що це викликає злочинність, корупцію та відмивання грошей, тоді як прихильники регульованих азартних ігор стверджують, що вони можуть бути суттєвим джерелом доходу для держави. 2013 року лише казино в Гоа принесли державі 1,36 млрд рупій прибутку. Казино в Індії дозволено в Гоа, Дамані та Сіккімі.